# 安特卫普奥林匹克体育场
奧林匹克體育場（荷蘭語：Olympisch Stadion），亦稱基爾體育場（荷蘭語：Kielstadion）是為1920年夏季奧林匹克運動會在安特衛普建造的主體育場。該場館於奧運期間承辦了田徑、馬術、曲棍球、足球、體操、現代五項、橄欖球、拔河、舉重及示範項目合球等賽事。 
奧運結束後，體育場改建為專業足球場，現由比利時足球俱樂部比斯查使用，原有田徑跑道設施已全數拆除。目前體育場可容納12,771名觀眾，國際賽事則允許12,206人入場觀賽。最近一次重大改建於2001/02賽季進行，將站席改為座席後，總容量減少2,000人。
據記載，蘇格蘭建築師阿奇巴尔·雷奇曾在奧運前多次考察場地，可能參與體育場的設計工作。

## 外部連結
- IOC Antwerp 1920 Page （页面存档备份，存于）：1920年夏季奧運會的IOC頁面，包括體育場的圖片集。
- Olympisch Stadion (Antwerp)
- （页面存档备份，存于）：有關奧林匹克體育場的信息和照片 | 前任： 斯德哥爾摩奧林匹克體育場 斯德哥尔摩 | 夏季奥林匹克运动会 主場館 1920年         | 繼任： 伊夫·迪馬努瓦爾省級體育場 巴黎 |
| 前任： 斯德哥爾摩奧林匹克體育場 斯德哥尔摩 | 夏季奥林匹克运动会田径比赛 主場館 1920年 | 繼任： 伊夫·迪馬努瓦爾省級體育場 巴黎 |
| 前任： 斯德哥爾摩奧林匹克體育場 斯德哥尔摩 | 夏季奥林匹克运动会 男子足球決賽 1920年   | 繼任： 伊夫·迪馬努瓦爾省級體育場 巴黎 |